# Carles Francino
Carles Francino Morgades (Barcelona, 03 de janeiro de 1958) é um jornalista espanhol. Ele começou sua carreira na Cadena SER Tarragona. Em 1979 ele conseguiu seu primeiro emprego em COPE Reus como um editor de esportes. Mais tarde, ele se juntou ao estúdio de Tarragona do COPE, de onde saiu em 1987 para sua carreira atual de jornalismo.